# Ibelisse Guardia Ferragutti
Ibelisse Guardia Ferragutti (* 14. Juli 1979 in Cochabamba, Bolivien) ist ein bolivianische Multimediakünstlerin, die als Performerin, Theatermacherin, Sängerin, bildende Künstlerin und Musikerin tätig war.

## Wirken
Ferragutti erhielt klassischen Klavier- und zeitgenössischen Ballettunterricht am Instituto Eduardo Laredo in Cochabamba. Sie beschäftigte sich dann in Brasilien mit Psychologie und Anthropologie. 2006 absolvierte sie ihren Bachelor an der Mime School in Amsterdam.
Ferragutti hat eine Reihe von Performances entwickelt, die bildende Kunst und akustische Ereignissen einbeziehen. Gemeinsam mit ihrem Mann, dem Musiker Frank Rosaly, veröffentlichte sie 2024 bei Nonesuch Records das Album Mestizx. Weiterhin hat sie mit einer Vielzahl von Kollektiven, Künstlern und Bands zusammengearbeitet, darunter Nicole Beutler, Alabaster DePlume, Jaimie Branch, Ab Baars, Wilbert de Joode, Eric Boeren, Mary Oliver, Paul Koek und The Paper Ensemble. Sie wirkte vor allem in den Niederlanden, Frankreich, Brasilien, Bolivien, China, Japan, Deutschland, den Vereinigten Staaten und Australien.